# Colladonus atropunctata
Colladonus atropunctata är en insektsart som beskrevs av Van Duzee 1890. Colladonus atropunctata ingår i släktet Colladonus och familjen dvärgstritar. Inga underarter finns listade i Catalogue of Life.